# Brazza ou l'Épopée du Congo
Pour plus de détails, voir Fiche technique et Distribution.
Brazza ou l'Épopée du Congo est un film français réalisé par Léon Poirier et sorti en 1940.

## Synopsis
Lors de sa première mission africaine, Savorgnan de Brazza, âgé de 25 ans, est confronté aux méthodes de son rival Stanley qui suscitent la méfiance de la population locale. Après avoir obtenu du gouvernement français la possibilité d'organiser une seconde mission, il peut alors, grâce à sa réputation de « libérateur d'esclaves », permettre à la France de disposer d'une concession de suzeraineté sur le territoire dépendant du chef des Batékés.

## Fiche technique
- Titre : Brazza ou l'Épopée du Congo
- Réalisation : Léon Poirier, assisté de Thomy Bourdelle et Jacques Grassi
- Scénario et dialogues : Léon Poirier
- Photographie : Georges Million
- Musique : Claude Delvincourt
- Montage : Jacques Grassi
- Son : Maurice Menot
- Décors : Hugues Laurent et Raymond Druart
- Directeur de production : Henri Le Brument
- Production : Société de Production du Film Brazza
- Tournage : Studios Éclair - Extérieurs : Gabon et République du Congo, en 1939
- Durée : 98 minutes
- Date de sortie : 1er février 1940
- Affiche : Jacques Bonneaud (France)

## Distribution
- Robert Darène : Pierre Savorgnan de Brazza
- Odette Barencey : la Colombe
- Thomy Bourdelle : Henry Morton Stanley
- Jean Galland : Léopold II
- Jean Daurand : le quartier-maître Hamon
- Jean Worms : l'amiral de Montaignac
- René Fleur : Georges Clemenceau
- René Navarre : Jules Ferry
- Pierre Vernet : le Dr Noël Ballay
- Solange Turenne
- Auguste Boverio